# Labeobarbus dainellii
Labeobarbus dainellii és una espècie de peix pertanyent a la família dels ciprínids.

## Descripció
- Fa 49 cm de llargària màxima.[5][6]

## Alimentació
Menja sobretot peixos i petites quantitats d'insectes.

## Hàbitat
És un peix d'aigua dolça, bentopelàgic i de clima tropical (13°N-11°N) que viu entre 1-6 m de fondària.

## Distribució geogràfica
Es troba a Àfrica: és un endemisme del llac Tana (Etiòpia).

## Observacions
És inofensiu per als humans.